# Scolosanthus multiflorus
Scolosanthus multiflorus là một loài thực vật có hoa trong họ Thiến thảo. Loài này được (Sw.) Krug & Urb. miêu tả khoa học đầu tiên năm 1899.